# 加役方人足寄場
加役方人足寄場（かやくかたにんそくよせば）とは、江戸幕府の設置した軽罪人・虞犯者の自立支援施設である。一般には人足寄場（にんそくよせば）の略称で知られている。ここでは主に江戸石川島に設置された人足寄場について述べる。
軽度犯罪者・虞犯者に対して教育的・自立支援的な手法を取り入れた処遇を行った点が当時としては画期的だった。しかし、実態は現在でいう強制収容所に近く、後述のように問題が多々あった。

## 沿革
人足寄場の設置以前には、無宿者の隔離および更生対策として佐渡金山への水替人足の制度があった。しかし、水替人足は非常に厳しい労役を強いられるものであり、更生というより懲罰という側面が強かった。そのため、犯罪者の更生を主な目的とした収容施設を作ることを火付盗賊改方である長谷川宣以（長谷川平蔵）が松平定信に提案し、人足寄場が設置された。
石川島の人足寄場は幕末まで存続するが、明治維新によって石川島徒場（とじょう）となった。
何度か改称した後、1877（明治10）年に警視庁管轄下の石川島監獄署となり、現在と同じような懲役刑が行われる施設ができた。その後、東京の都市化が進むと、石川島から巣鴨に移転。巣鴨監獄・巣鴨刑務所は後に巣鴨拘置所となった。東京裁判で有名な巣鴨プリズンである。
巣鴨刑務所はさらに府中市へ移転し、これが現在の府中刑務所となる。現在の巣鴨刑務所跡地には池袋サンシャインシティがある。
- 寛政元年（1789年）：火付盗賊改方長谷川宣以（平蔵）が老中・松平定信に人足寄場設置を建言。
- 寛政2年（1790年）
  - 2月19日（4月3日）：平蔵、加役人足寄場取扱を拝命。
  - 2月28日（4月12日）：仮小屋完成。
  - 5月：14人が出所。初めての出所者。
- 明治維新により廃止。

“江戸幕府初の”、時には“世界初の”更生計画・職業訓練専用施設と紹介されることがあるが、これより先の安永9年（1780年）に時の江戸南町奉行の牧野成賢の献策により、深川茂森町に「無宿養育所」が設立されている。
この養育所は生活が困窮、逼迫した放浪者達を収容し、更生、斡旋の手助けをする救民施設としての役割を持っていた。享保のころより住居も確保できない無宿者達が増加の一途を辿っており、犯罪の根源ともなっていた。彼らを救済し、社会に復帰させ、生活を立て直すための援助をすることによる犯罪の抑止が、養育所設置の目的であり趣旨であった。この試みはしかし、定着することなく途中で逃亡する無宿者が多かったため、約6年ほどで閉鎖となってしまったが、この養育所の体制のいわば仕切り直しが人足寄場であり、手本・先駆けとなった。

## 組織
設置されたばかりの最初期は火付盗賊改方の長官が所管していたが、平蔵が寛政4年（1792年）に退任してからは町奉行所に属する人足寄場奉行として新たに役職が設置された。配下には町奉行所から目代として派遣された与力、同心、寄場差配人（模範的な人足の中から選抜された身寄りが遠国にいる人足の身元を引き受ける保証人の類）、医師、心学の教師、船頭等が所属していた。
幕府からの運営資金が不足したため、平蔵は幕府から資金を借りて銭相場に投資しその利益を運営資金に充当、また大名屋敷跡地を有力商人に資材置き場として賃貸し借地代をも運営資金に充当する、という型破りの手段を用いざるを得なかった。

## 設備
所在地は江戸石川島（現在の東京都中央区佃2丁目）付近にあった。後に寄場奉行が設置した石川島灯台が復元されたのが佃公園にある。
他に常陸国筑波郡上郷村（現在の茨城県つくば市上郷）、大坂、箱館（現在の函館市）に設置された。
収容定員は数百人程度。300人から400人ほどを収容していたと言われる。
施設内には作業所のほか浴場、病室も設置された。また喫煙や煮炊きも許され、暖を取る炬燵も設置されていた。

## 更生計画
飢饉などで田畑を捨て江戸に流れ込んできた元農民などの無宿者や入墨、敲（鞭打ち刑）などの処分を受けた軽犯罪人を3年間ほど収容した。平松義郎によれば、1862年（文久2年）～1865年（慶応元年）の間に江戸で15歳以上の男性庶民が追放刑に処せられた者の内約8割が、入墨・敲刑に処せられた者の内約2割が加役方人足寄場に収容されていると指摘している。また、女性（15歳以上）は入墨・過怠牢舎（敲に該当する罪を犯した場合、1敲き1日計算で牢屋敷に牢舎させる刑罰）が科刑された上で、7人（入墨と過怠牢舎の両方を科せられた者も含む。）が収容されている。
寄場では、主に生活指導や職業訓練による自立支援・再犯防止のための計画が行われていた。
- 大工、建具製作等の特技を持つ者にはそれらを訓練させ、特技のない者には単純な軽作業（手内職）や土木作業を指導した。
- 現在の刑務所と同様に労働に対する手当を支給したが、手当額の一部を強制的に貯金し、3年の収容期間を終えて出所する際にはこの貯金を交付し、彼らの更生資金に当てさせるという体制だった（人足寄場より）。
- 生活指導計画として、月3回三のつく日の暮六つ時から五つ時まで石門心学（神道・仏教・儒教を混ぜて仁義忠孝や因果応報などの教訓や逸話を分かりやすく説く）の大家・中沢道二の講義も実施された。収容者はその講話に感動してよく涙を流したといわれ社会復帰にあたっての精神的な支えになった。現在の教誨にあたる。

収容期間の満了後、江戸での商売を希望する者には土地や店舗を、農民になる者には田畑、大工になる者にはその道具を支給するなどした。ただし収容された無宿者は元々が犯罪者崩れだったため、収容中に様々な問題を引き起こすことも多かった。
- 囲いの外に出して土木作業をさせると「公儀の御人足だ」と称して周辺の百姓達を困らせる。
- 竹橋にある勘定所の文書倉庫で書類整理をさせると、役人が書き損じた書類を勝手に破いて寄場に持ち帰る。
- 監視役の同心が説教しても開き直る（「どんなことをしても首が落ちるだけ。首が落ちるのを怖がっていられぬ」）。

## 評価
- 法学者の瀧川政次郎は、石川島人足寄場が我が国の自由刑発祥の地であるとして、跡地に史跡碑を建立をするべく運動を行った[3]。